# شنگلاسپیتز
شنگلاسپیتز (به لاتین: Tschingelspitz) یک کوه در سوئیس است که در کانتون برن واقع شده‌است. شنگلاسپیتز ۳٬۳۰۴ متر بالاتر از سطح دریا واقع شده‌است.